# Planalto do Meio-Norte
O Planalto do Meio-Norte, também chamado Planalto do Maranhão-Piauí, é uma formação do Planalto Brasileiro, localizada nos estados do Maranhão, Piauí e Ceará. Coincide com a Bacia Sedimentar Maranhão-Piauí.
Suas faixas mais antigas remetem ao Paleozoico e têm seus sedimentos de origem marinha, as rochas encontradas nessa área são em sua maioria arenito, siltito e folhelos de ardósia e calcário.      